# Egiodola
Die Rotweinsorte Egiodola ist eine französische Neuzüchtung des INRA in Bordeaux (Institut National de la Recherche en Agronomie) aus dem Jahr 1954 zwischen den Sorten Abouriou x Tinta de Madeira (auch Tinta Negra Mole genannt). Eine DNA-Analyse des INRA Montpellier widerlegte die bisherige Annahme einer Kreuzung von Fer Servadou x Abouriou. Der Baske Pierre Marcel Durquety realisierte zwischen 1950 und 1980 etliche Neuzüchtungen, von denen 7 Rebsorten den Sortenschutz erhielten: die 4 roten Sorten Arinarnoa, Egiodola, Ekigaïna, Semebat sowie die 3 weißen Sorten Arriloba, Liliorila und Perdea.
Nachdem Egiodola 1978 in Frankreich den Sortenschutz erhielt, ist sie seit 1983 in den Départements Ardèche, Aude, Aveyron, Gers, Gironde, Hérault, Landes, Loire-Atlantique, Lot, Lot-et-Garonne, Maine-et-Loire, Nièvre, Pyrénées-Atlantiques, Pyrénées-Orientales, Tarn-et-Garonne, Var sowie auf Korsika für die Produktion von Wein zugelassen. Im Jahr 2007 wurde eine bestockte Rebfläche von 296 Hektar erhoben (Quelle ONIVINS)
Die frühreifende Sorte ist sehr ertragsstark und weitgehend resistent gegen die Rohfäule. Sie ergibt tiefdunkle, alkoholreiche Rotweine, die über wenig Säure aber viel Gerbstoff verfügen (siehe hierzu auch den Artikel Phenole im Wein). Die Sorte wird in Frankreich überwiegend als Verschnittwein in Appellationen der Region Sud-Ouest eingesetzt. In Brasilien wird die Sorte ebenfalls angebaut.
Siehe die Artikel Weinbau in Brasilien und Weinbau in Frankreich sowie die Liste von Rebsorten.
Synonyme: da die Rebsorte neu ist, liegt bis auf den Namen Ezhiodola noch kein anderes Synonym vor.
Abstammung: Abouriou x Tinta da Madeira